# Jilešovice
Jilešovice (německy Jilleschowitz) je vesnice ležící ve středu Moravskoslezského kraje, v okrese Opava a spadá pod obec Háj ve Slezsku, od které leží asi 2 km východně.

## Název
Na vesnici bylo přeneseno původní pojmenování jejích obyvatel Jilešovici, které bylo odvozeno od osobního jména Jileš (domácké podoby jména Jiljí) a znamenalo "Jilešovi lidé".

## Historie
První písemná zmínka o Jilešovicích pochází z roku 1366. Původně existovaly jako osada Chabičova. Zpočátku byly psány česky jako Ilešovice, jako Jilešovice jsou zmiňovány od roku 1879. Vznikly pravděpodobně z důvodu potřeby hlídání zboží velkopolomského proti nedalekému Hlučínu. Stávaly zde tři vodní mlýny.

## Památky ve vesnici
- kaple sv. Jana Nepomuckého z roku 1864
- vodní mlýn
- výklenková kaplička

## Další informace
Poblíž se nachází Poštovní rybník (součást přírodní památky Jilešovice-Děhylov), Komorový rybník, řeka Opava, Kozmické ptačí louky a Hlučínské jezero (Štěrkovna).